# 한정환 (프로듀서)
한정환(1967년 ~ )은 대한민국의 방송인이다.

## 학력
- 서울대학교 사법학과 학사

## 경력
- SBS 드라마본부 PD
- SBS 드라마운영팀 CP
- SBS 드라마본부 국장
- 스튜디오S 대표이사 사장